# 除夜的鐘

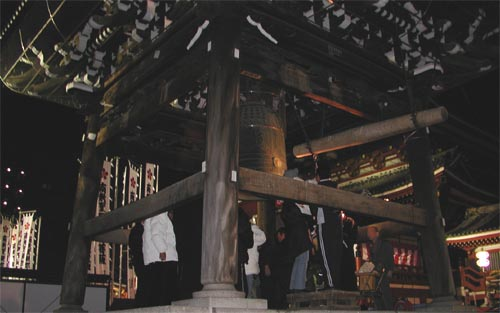
參拜民眾敲響除夜的鐘（名古屋市 大須觀音）

除夜的鐘（日语：／）為日本於年末年始期間的新年傳統，於12月31日深夜敲響寺院的梵鐘108下。而此項傳統雖常見於日本，但如韓國等其他地區也有相似的習俗。

## 日本

### 起源
據傳源自中國宋代禪寺的敲鐘習俗，而日本的禪寺在鎌倉時代以後也承襲了這一習俗於早晚敲鐘，並於室町時代成為於除夕夜至元旦期間不可或缺的重要習俗。據說，這是在進入新的一年之際於禪寺裡舉行的儀式，以驅逐來自鬼門（東北方）的惡靈。

### 敲鐘108下的由來
大多的寺院會敲響108下的除夜的鐘，而關於「108」下鐘聲的起源有多種說法：
煩惱的數目
有一種說法來自於佛教的煩惱數目，有眼、耳、鼻、舌、身、意共六根，六根又各有好、惡、中庸三種狀態，每個狀態又有淨、染二次元，共三十八類，這三十八類又分別對應前世、今生、來世的三世，共有108種，代表了人類有108種煩惱。
四苦八苦
另一種說法來自四苦八苦，為四九（36）與八九（72）的總和。
1年內
一年12個月、24個節氣、七十二候三者的總和為108。
而敲鐘次數也不一定剛好為108次，有時也會超過200次以上，尤其於允許一般民眾敲鐘的寺院更為常見。

### 宗派差異
除夜的鐘原為於禪寺舉行的儀式，但後續於昭和初期開始透過廣播向日本直播過程。
屬於淨土真宗的一些寺廟有敲響除夜的鐘的儀式，但真宗大谷的本山東本願寺卻不會在相似的儀式，因為「在親鸞的教義中，沒有可以驅逐世俗慾望的方法」，因此沒有敲響除夜之鐘的儀式。但屬於本願寺派本山的西本願寺則會於舉辦法會前敲鐘，象徵祈求和平，因此並沒有敲響除夜之鐘的儀式。

### 過程
敲鐘前於梵鐘前合掌祈禱。

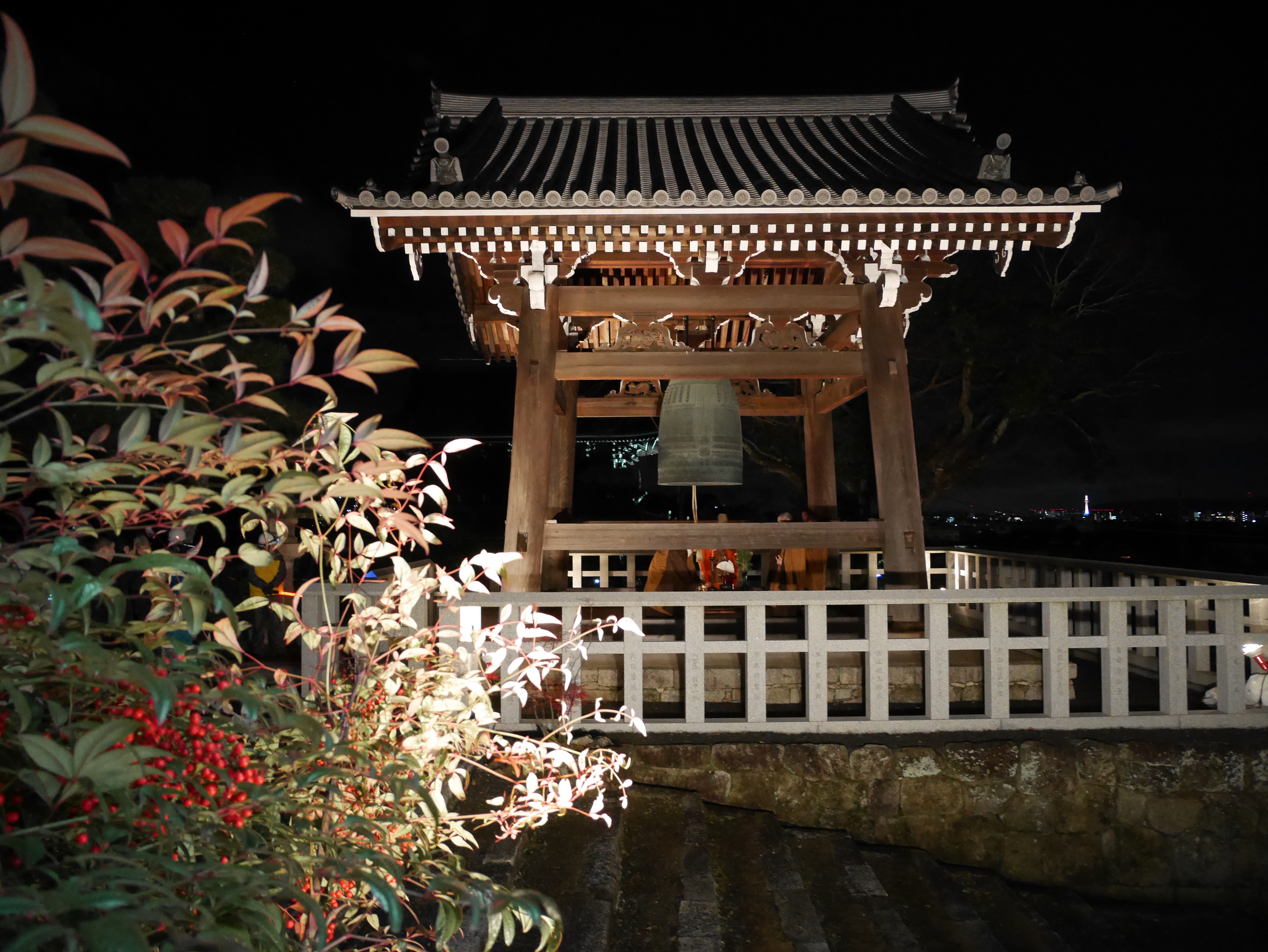
寺院中的梵鐘

敲鐘的時間則分成元旦零時前開始與元旦上午零時開始
。
- 元旦零時前開始敲鐘的寺院 - 開始敲鐘的時刻為23:00、23:30、23:45不等。在敲鐘108次的寺院中，有些寺院會於舊年（12月31日）敲響107次，剩下的一次則於新年（1月1日）來臨時敲響。
- 元旦的午前零時才開始敲鐘的寺院 - 增上寺、淺草寺、成田山新勝寺等[4]。

### 歷史

#### 廣播放送
除夜的鐘的習俗於明治時代已逐漸被淡忘，但昭和初期隨著廣播向全國直播因而傳布開來。
1927年，JOAK（NHK放送中心的前身，社團法人東京放送局）自東京上野的寛永寺進行了史上第一次廣播直播，因而使「除夜的鐘」的習俗於日本廣泛擴散開來，而淨土宗本山知恩院最早的除夕夜敲鐘記錄可以追溯到1928年或1929年左右，當時為應一家廣播電台的要求開始進行敲鐘儀式。

#### 戰時
1941年，日本涉入第二次世界大戰。12月底，日軍於香港戰役取得勝利，當年NHK播出的《除夜的鐘》以錄音香港戰役時的砲火聲替代鐘聲。隨著戰爭局勢惡化，寺院中大量的梵鐘因金屬回收令的關係而消失，除夜之鐘也因此無法敲響。為此有一部分的寺院改以敲打大太鼓取代撞鐘。

#### 除夜的鐘的變化
由於僧侶和檀家與鄰近居民的老化，以及週邊居民對噪音的投訴，一些寺廟改選擇在大晦日白天敲鐘，或完全取消敲鐘儀式。
例如，普門寺（愛知縣豐橋市）位於山區且週邊無路燈等照明設施，出於對參拜民眾的安全擔憂，2016年開始改於中午敲響「大晦日的鐘」。而立尅寺（富山縣滑川市）則因為考量至少子高齡化的影響而導致參拜民眾減少、夜間石階凍結、積雪的危險性，自2021年開始，敲響除夜之鐘的儀式提前於下午2點半開始。

### 節目
NHK的《去年來年》節目會直播日本各地的寺院敲響除夜的鐘與迎接新年的景象，剛開播時的節目名稱為《除夜的鐘》。

### 影音
- 梵鐘鐘聲

## 備註
1. 1 2 3 4 5  久御山町町政PR誌 ほほえみ紀行 No.20 p.11 久御山町、2021年12月15日閲覧。
2. ↑  産経新聞取材班. . 角川書店. 2001-02-09. ISBN 4047040142.
3. 1 2  . PRESIDENT Online. 2019-12-31.
4. 1 2 3  万松寺はくび通信 2018年冬号 万松寺、2021年12月15日閲覧。
5. 1 2 3 4 5 6  除夜の鐘、昼にしました 富山県、変わる年越し行事（2022年1月18日北日本新聞社配信） 声のチカラ（コエチカ）信濃毎日新聞、2022年2月5日閲覧。
6. 1 2  . J-CAST ニュース.   [2020-11-23].
7. ↑  除夜の鐘の代わりに香港攻略戦の砲声放送（『東京日日新聞』昭和16年12月25日）『昭和ニュース辞典第7巻 昭和14年-昭和16年』p324 昭和ニュース事典編纂委員会 毎日コミュニケーションズ刊 1994年
8. ↑  富山市史編纂委員会編『富山市史 第二編』（p1100）1960年4月 富山市史編纂委員会
9. ↑  . 日本テレビ放送網（2019年12月17日作成）.   [2019年12月18日].
10. ↑  「大みそかの昼 親子で鐘つき 豊橋・普門寺」、中日新聞2020年1月1日付朝刊、三河版、24頁。